# Вільямсвілл Атлетік Клуб
«Вільямсвілл Атлетік Клуб» (фр. Williamsville Athletic Club) — івуарійський футбольний клуб, який базується в місті Абіджан. Клуб був заснований у 1995 році. У грудні 2017 року було оголошено, що івуарійський футболіст Дідьє Дрогба приєднався до клубу як член правління.